# برسية أنديزية
برسية أنديزية (الاسم العلمي:Gnaphalium andicola) هي نوع من النباتات تتبع جنس البرسية من الفصيلة النجمية.